# Pinar de Moncioni

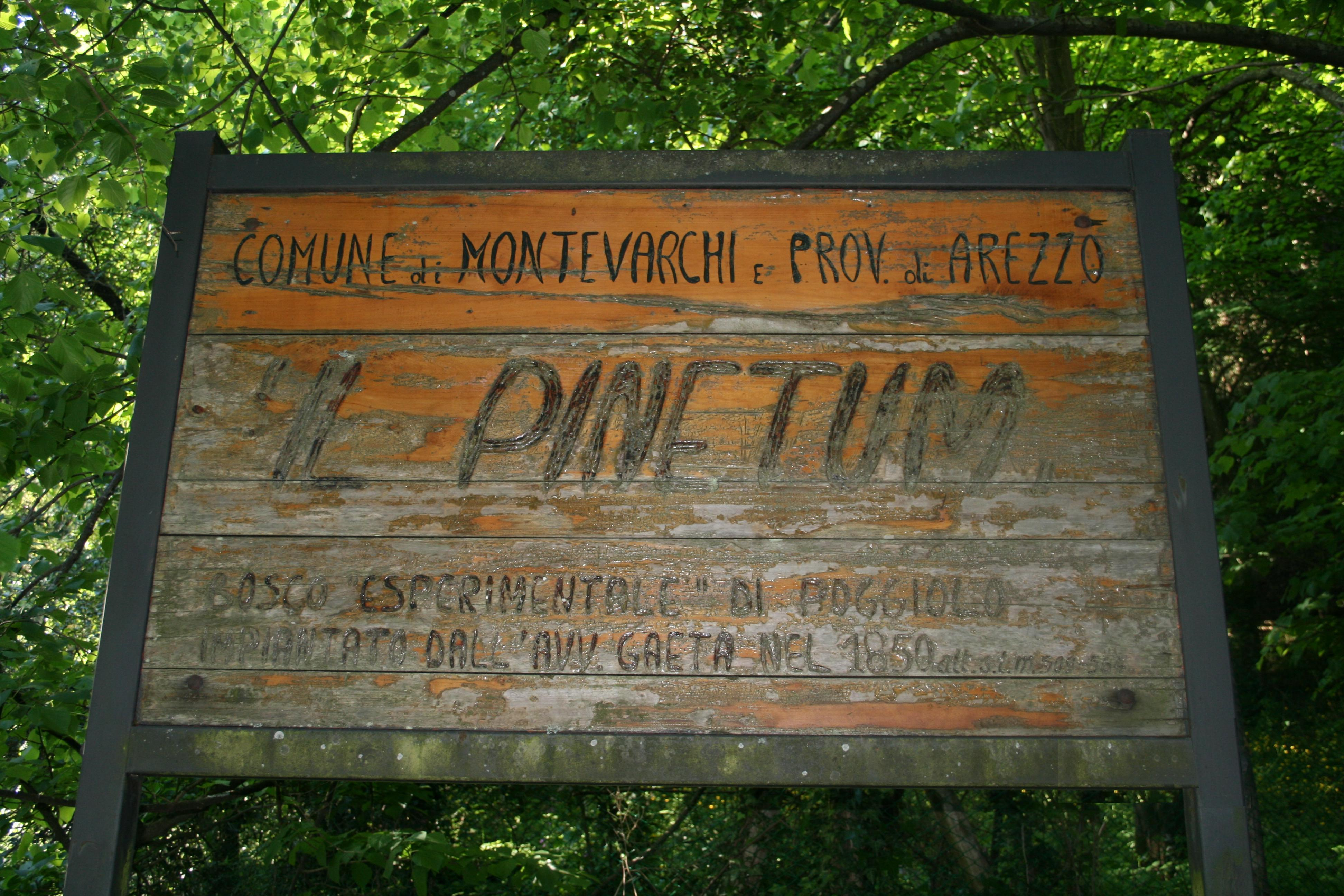
Cartel de entrada del Pinetum de Moncioni.

El Pinar de Moncioni (en italiano: Pinetum di Moncioni también denominado oficialmente como Area naturale protetta di interesse locale Arboreto Monumentale di Moncioni: Il Pinetum) es un área natural protegida con reconocimiento EUAP1026 y Pinetum, en Montevarchi, Italia.

## Localización
Una de las colecciones de coníferas más importantes del siglo XIX, ubicada en el jardín de una villa privada (Villa Gaeta).
Pinetum di Moncioni, Montevarchi, Provincia de Arezzo, Toscana, Italia.43°28′45.08″N 11°30′36.29″E / 43.4791889, 11.5100806
Está abierto en los meses cálidos del año. Se paga una tarifa de entrada.

## Historia
El parque fue creado gracias a la intuición ecológica de Att. Giuseppe Gaeta, propietario de la villa, el cual en su monografía de 1893 de coníferas explica::« "Muy apasionado por las plantas, pero no hay estudios de la botánica y la silvicultura (aparte de ser con mucho la preparación o relacionado con mi profesión), incluso sin la práctica, que comenzó hace 40 años a punto de hacer algo de plantación de especies coníferas no es común alrededor de mi casa Poggiolo.  

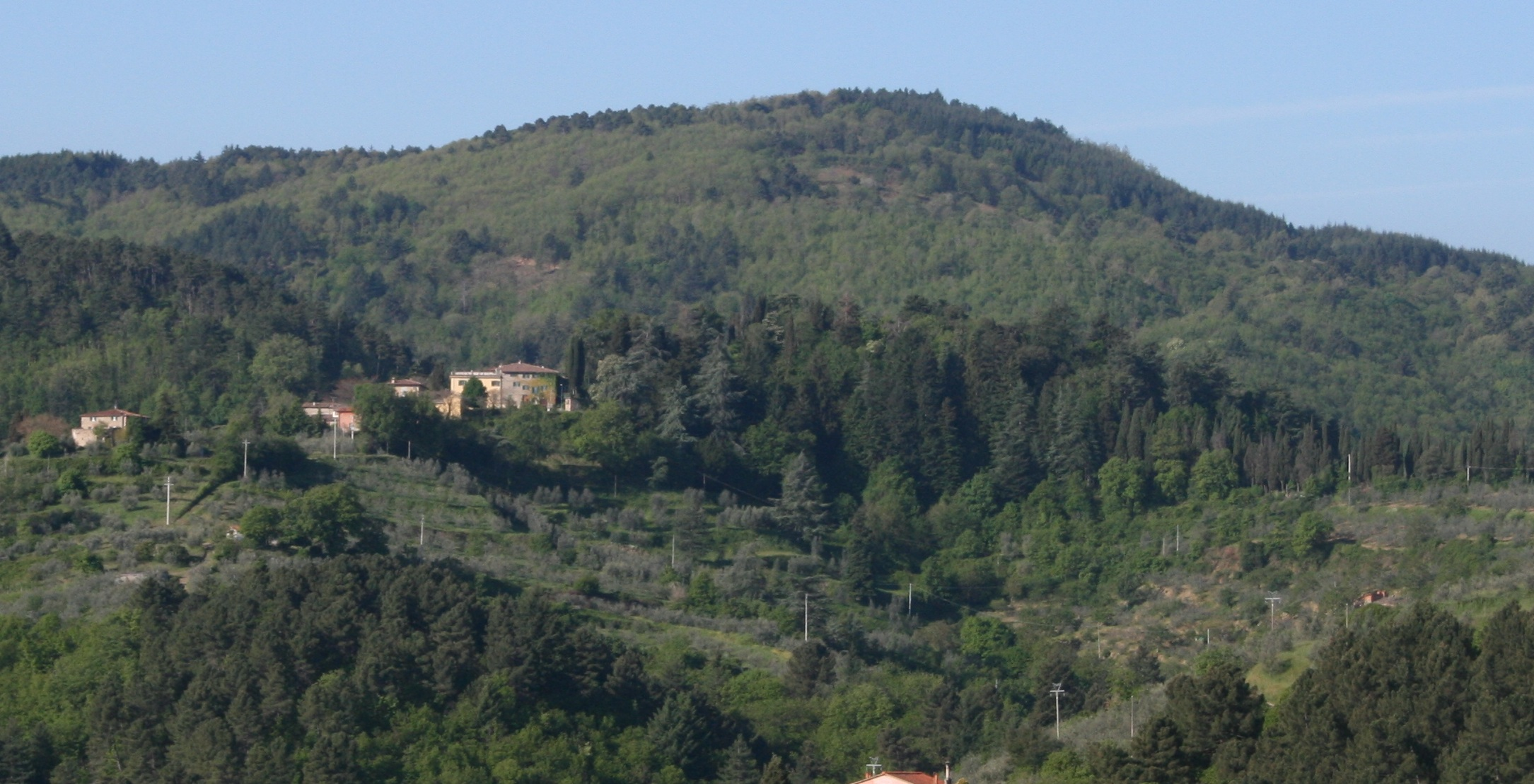
Poggiolo

La situación de este lugar no parecía el más idóneo para la mayoría de plantas con una exposición al norte, a una altitud de 509 a 564 metros sobre el nivel del mar, es decir, en el límite superior de la superficie plantada de vid, olivos y castaños en la zona media. La naturaleza ácida de la tierra-micáceo, suelta y ligera, debía de  facilitar el desarrollo de la mayoría de las plantas y la resina se confirmó en lo que usted ve aquí más y más allá, ciertas plantas de pino, ciprés y pinos eran la vegetación más saludable y satisfactoria ... "»
El parque se menciona en las conferencias de silvicultura y es visitado por los botánicos para propósitos educativos y científicos.  
A finales de los años 60 el Pinetum estaba en un estado de abandono y deterioro total : algunas especies nativas se convierten en invasoras y se puso en peligro la supervivencia de los  árboles más raros, los caminos internos prácticamente había desaparecido, de las 169 especies que se plantaron por Giuseppe Gaeta solo se mantenían 35. Desde entonces, muchos han conseguido una recuperación que devuelve solo en parte a su antiguo esplendor.

## Colecciones
Las plantaciones de Giuseppe Gaeta  de 1853 estaban enfocadas en coníferas exóticas y autóctonas ( secoyas, Piceas, cedros, pinos, Tsugas, tejos), para acompañar a la vegetación nativa existente de los Apeninos, creando una mezcla única, en su monográfico tratado de coníferas, así como una lista de todos plantas sembradas en el parque experimental, también se especifica el estado vegetativo, su desarrollo y la zona de origen. 
El Pinetum de Moncioni alberga la primera planta italiana de abeto Douglas o pino de oregón (Pseudotsuga menziesii) que data de 1853, especi que se convierte en fundamental para la silvicultura italiana. 